# Domowoi

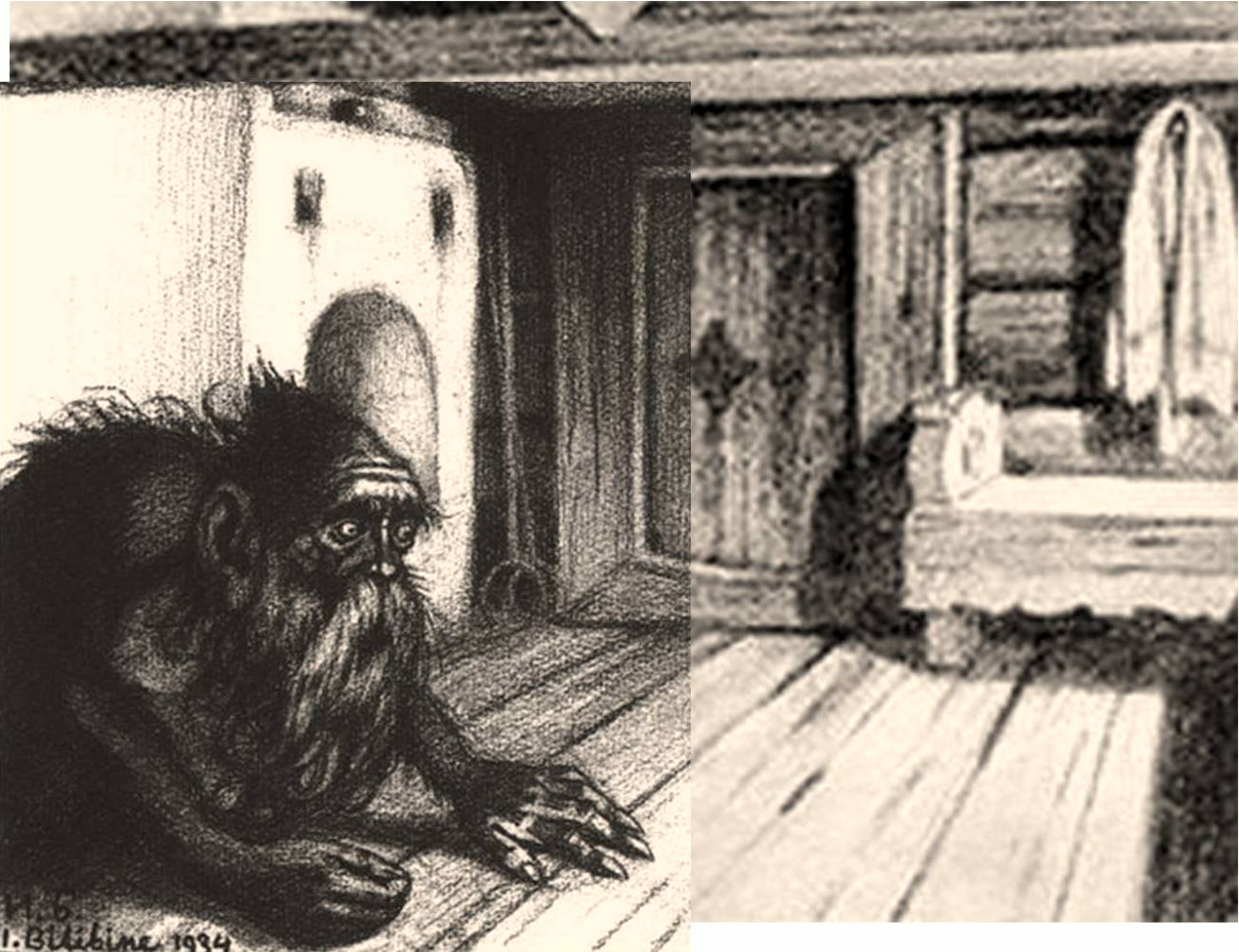
Illustration von Iwan Bilibin (1934)

Domowoi (russisch Домовой, plural ebenfalls Domowoi) ist ein Hausgeist aus der slawischen Mythologie
Der Legende nach revoltierte eine Gruppe der Domowoi gegen Svarog, als das Universum erschaffen wurde. Er vertrieb sie aus seinem Reich, woraufhin sie auf die Erde fielen. Die gutmütigen landeten in Hinterhöfen, einige fielen durch Schornsteine und Öfen und die bösen landeten in Wäldern und auf Ebenen. Im Laufe der Jahre verschwanden die außerhalb von Häusern lebenden Domowoi oder wurden mit anderen Geistern assimiliert, sodass nur noch eine Rasse von Domowoi übrig blieb.
Der Domowoi lebte im oder hinter dem Ofen, dem Mittelpunkt des Heims. Das Wort Domowoi kommt von Dom (Haus). Er kümmerte sich um das Wohlergehen der Familie und wurde manchmal liebevoll Deduschka (Opa) oder Tschelowek (Kumpel) genannt. Seine Frau, die Domowicha oder Kikimora genannt wurde, lebte im Keller oder Hühnerstall und half guten Ehefrauen bei der Hausarbeit, während sie liederliche Ehefrauen ärgerte, indem sie ihre Kinder kitzelte, um sie mitten in der Nacht zu wecken.
Die Menschen glaubten, den Domowoi im Knarren und Ächzen ihres Hauses gehört zu haben. Diejenigen, die sagten, sie hätten ihn gesehen, beschrieben ihn als einen zwergartigen, alternden Mann mit langem Bart und weichem, seidigem Fell. Die einzigen Teile seines Körpers, die durch diese flaumige Hülle sichtbar sind, sind seine durchdringenden Augen und seine spitze Nase. Ansonsten wurde er auch mit Hörnern und einem Schwanz, oder als belebter Heuhaufen dargestellt.
Er tat der Familie, bei der er lebte, niemals etwas an, es sei denn, er fühlte sich auf irgendeine Weise beleidigt. Tagsüber blieb der Domowoi verborgen oder nutzte seine Fähigkeit, die Gestalt zu ändern, um sich als Tier zu verkleiden. Die Bedeutung des Domowoi zeigte sich darin, dass jedes Mal, wenn der Hausherr das Haus verließ, seine Frau dafür sorgte, dass die Ofenöffnung abgedeckt war, damit der Domowoi nicht ebenfalls das Haus verließ. Eine Familie würde erst in ein neues Zuhause umziehen, nachdem sie den Domowoi formell dahin eingeladen hatte.
Domowoi ist dem Owinnik ähnlich, der in Scheunen haust, und dem Polewik, dem Hüter der Felder.